# スターオーシャン4 -THE LAST HOPE-
『スターオーシャン4 -THE LAST HOPE-』（スターオーシャンフォー ザ ラスト ホープ、STAR OCEAN: THE LAST HOPE）は、スクウェア・エニックスが2009年2月19日に発売したXbox 360用ゲームソフト。

## 概要
スターオーシャンシリーズのメインタイトル第4作目。略称は「SO4」。
時系列はシリーズで最も古い時代を描く。冒険の舞台を2つ程度の惑星に絞っていた従来シリーズとは異なり、自分で行き先を指定して宇宙船で様々な惑星を巡る、文字通り「星の海」を旅する内容となっている。
日本ゲーム大賞2008「フューチャー部門」を受賞。発売週の売上は16.6万本とXbox 360タイトルの初週販売記録を更新し、週刊ファミ通の週間ソフト売上でも初めて1位を獲得。ハード販売台数でXbox 360が据置機売上1位になるなどハード牽引に大きく貢献した。2011年の時点で、国内Xbox 360市場において売上第2位に輝いている（1位は『エースコンバット6』、廉価版との合計である）。
2010年2月4日にPlayStation 3版が『スターオーシャン4 -THE LAST HOPE- INTERNATIONAL』のタイトルで発売された。2011年4月21日には「アルティメットヒッツ」として廉価版が発売された。
2017年11月28日に『スターオーシャン4 -THE LAST HOPE- 4K & Full HD Remaster』がPlayStation 4版 / Microsoft Windows版のダウンロード専用で発売された。
2019年6月11日にXbox360版がXbox One以降における後方互換に対応。Xbox360版のディスクは、One互換対応の他の作品と異なり例外的にディスク2、ディスク3もOneで使用可能である。

## ストーリー
星の海は連鎖する。その果てに何があるのか。
西暦2064年。人類は三度目の過ちを犯した。第三次世界大戦である。惜しみなく投入させた大量破壊兵器は瞬く間に大地を焼き尽くし、人々に世界の終末を予感させた。事実上、地球は死にかけた。そして、人類は安住の地を求め、宇宙へと目を向けた。
西暦2074年。国際科学技術局（USTA）が他惑星文明と極秘裏にコンタクトが成功。
西暦2087年（宇宙暦元年）。トリラス・バークタイン博士により「ワープドライブ実験」が成功。
西暦2096年（宇宙暦10年）。宇宙開拓隊（SRF）の第一陣が星の海－希望の彼方－へと旅立つのであった。

## システム
戦闘
従来通りのアクション性が高い「リアルタイムバトル」を採用。フリーランしながらフィールドを駆け巡る戦闘が可能。基本的にはキャラクターもリアルタイムで変更する事が出来る。フィールド上ではダッシュ機能が追加されている。
ラッシュゲージが100%の時に発動させてキャラクターを強化する「ラッシュ（RUSH）」、一瞬で背後に回りこみ敵を無防備にする「サイトアウト（SIGHT OUT）」、ラッシュゲージ100%消費と引き換えに必殺技で一方的に攻撃する「ラッシュコンボモード（RUSH COMBO MODE）」の3種類のシステムを追加。
アイテムクリエーション（IC）
従来とは違い、カルナスでのミーティングや一部のイベントでレシピを入手し、特定のアイテムを消費して指定したアイテムを確実に作成できる様になった。「友好度・好感度」も特定のアイテムを使うことにより各キャラクターのパラメーターをあげる事も可能であり、エンディングを調整できる。
プライベートアクション（PA）
様々な場所や街等で各キャラクターの特定イベントが見られる。選択肢によって新たなPAが発生したり、特定のPAでフラグを立てる事で特別なエンディングが発生する。
コレクション
前作のバトルコレクションの発展型に当たる「アーツコレクション」、いわゆる図鑑的な要素である「ウェポンコレクション」「アイテムコレクション」「モンスターコレクション」「スペースシップコレクション」がある。
アーツコレクションはキャラクター毎に100項目ずつ（合計900個）用意されており、一定数達成することにより戦闘ボイスパターンの増加やレベルの上限の引き上げ（200→255）などの特典がある。
モンスターコレクションは撃破数によって解析率が上昇するようになっており、100%に達したモンスターは「モンスタージュエル」というアクセサリーに宿す事でステータス強化を得られるようになる。
コレクションはいずれも実績の解除条件となっており、特にアーツコレクションのコンプリートはその数の膨大さや一部の達成困難な項目などの存在も鬼門となっている。

## 登場人物

### メインキャラクター
名称はいずれもデフォルト名であり、変更可能。
エッジ / エッジ・マーベリック
声 - 岸尾だいすけ
種族 - 地球人
武器 - 片手剣
男性 / 生年月日 - 2076年7月30日 / 身長 - 178.5cm / 体重 - 66kg
本作の主人公。第1期宇宙開拓隊（SRF）に志願した青年。どんな時も前向きな青年。宇宙船カルナスのクルーだったが、惑星エイオスへのワープ事故がきっかけで同艦の艦長になる。仲間を信頼して思いやる気持ちは人一倍で、クルーからも全幅の信頼を寄せられている。
優秀な人物だが、自分以上に優秀なクロウをライバル視しており、彼に追いつくことが目標。幼少に科学者である父親・アーノルドを魔物の襲撃に付いた負傷で亡くしている。
フォーチュンベイビーと呼ばれるムーア人の遺伝子を持つ存在。右手の甲に紋章を持っている。能力は過酷な環境に対する耐性と直感力、紋章術の3つ。
習得する必殺技は相手が1体の時に性能を発揮するものが多い。銃を利用した射撃は苦手らしい。物語の序盤で紋章術も使えるようになる。
レイミ / レイミ・サイオンジ（西園寺 麗美）
声 - 福圓美里
種族 - 地球人
武器 - 弓
女性 / 生年月日 - 2077年3月28日 / 身長 - 167.5cm / 体重 - 53kg
第1期宇宙開拓隊（SRF）に選出された少女。髪型は長髪のポニーテール。エッジとは幼馴染で、サポートおよびカルナスの副船長。「エッジよりも船長に向いている」と言われるしっかりもので、責任感が強い。料理が得意で、特にお菓子作りを得意としている。
エッジと同じく、フォーチュンベイビー。うなじの辺りに紋章を持つ。放射能汚染や未知の感染症など、どんな過酷な環境にも身体を適応させてしまう能力を持っている。
非常にエッジに懐いており、特に子供の頃はエッジがいなくなるとすぐに泣くことから、エッジとの遊びでかくれんぼや鬼ごっこでは必死に探すという形で強かったとのこと。
フェイズ / フェイズ・シッファー・ベレス
声 - 斎賀みつき
種族 - エルダー人
武器 - レイピア
男性 / 生年月日 - 2078年2月3日 / 身長 - 166cm / 体重 - 55kg
惑星エルダーの星間調査団に所属する少年。左利き。惑星エイオスで出会ったエッジを尊敬し、彼に追いつくことを目標にしている。丁寧な物腰で他人と接するが、リムルを相手にすると感情的になるという一面もある。とある理由からエイルマットと交代する形で離脱する。
接近戦もある程度はこなせるが、バトルスキルは主に地と闇と無の呪紋のみで必殺技は習得しない。
リムル / リムル・レムリ・ファイ
声 - 沢城みゆき
種族 - レムリック人
武器 - ワンド
女性 / 生年月日 - 2081年6月20日 / 身長 - 123.6cm（成長した姿 - 154cm） / 体重 - 34kg
惑星レムリックに住む少女。紋章術に関しては天性の才能があり、“わんわ”と名付けたケルベロスと契約している。年の割には幼い容姿と言動をしているがこれはケルベロスとの契約に至った経緯と関係がある。いつも無表情ではあるが、人並みの感情は持っている。フェイズとは、喧嘩するほど仲がいい。一人称は「リム」。メンバーをあだ名で呼ぶが、フェイズだけは呼び捨てになっている。トリオム村の村長を務める祖父のギムド（声 - 茶風林）がいる。
主に火の呪紋とケルベロスを召喚して繰り出す強力な必殺技があり、回復や補助の呪紋も習得可能となる。
バッカス / バッカス・D-79
声 - 安元洋貴
種族 - モーフィス
武器 - 大砲
男性 / 生年月日 - 2064年5月5日 / 身長 - 214cm / 体重 - 234.5kg
自身の意思で体をサイボーグ化した科学者。後述するグリゴリを破壊する任務で宇宙を飛び回っている。堅苦しい口調のため冷たい印象があるが、実際はエッジたちにも劣らない熱意を持っている。妻のフリージアがいる。
以前に惑星調査を行った際、石化ウイルスに冒され、脳の石化を逃れるためにサイボーグボディに移植することを選んだ。
その後、EnIIからグリゴリ破壊の指令を受けた時に、屈強な機械の身体のままの方が達成しやすいと判断し、サイボーグのままで活動を行っている。
本名は「バッカス・デグスレイ」。ボードゲームが得意。考え込むと透明化してしまう悩みがある。
ミサイルやレーザーなどの兵器を用いた必殺技を習得していく。
メリクル / メリクル・シャムロット
声 - 豊口めぐみ
種族 - レッサーフェルプール
武器 - 爪
女性 / 生年月日 - 2080年3月16日 / 身長 - 148.3cm / 体重 - 40kg
好奇心旺盛で、天涯孤独の少女。クルーの中で一番元気なムードメーカー的存在。リムルやサラと特に仲がいい。かなり食い意地が張っていて、サラも食べようと虎視眈々と狙っている。シャム猫の姿に変身可能であり、子供の頃に絵本で聖女の話を読んでいたという。出生地はロークであることが仄めかされている。
拳や蹴りなどの格闘技を用いた必殺技を習得していく。
物理攻撃のダメージを左右するATKの成長率が高い上に、ATKを上昇させる方とクリティカル（防御力無視）の発生率を上げる方の2種類のアクションスキルを2つ共習得する等、全キャラクター中最高クラスの攻撃力を誇る。
ミュリア / ミュリア・ティオニセス
声 - 生天目仁美
種族 - モーフィス（ネーデ人）
武器 - ロッド
女性 / 生年月日 - 2074年11月5日 / 身長 - 174cm / 体重 - 57kg
EnIIの未開惑星調査員。夫のルシオを殺したクロウへの復讐のため彼を探して宇宙を旅する女性。バッカスからは唯一「ミセス・ミュリア」と呼ばれる。
バッカスと同じ目的があることやエッジといればクロウに会える可能性が高いことを知って仲間に加わる。再会後にルシオを殺したのはカルディアノン人だということがわかり、和解する。
本来は気さくな性格であったが上記の真実を知って和解するまでは冷酷な言動が目立っていた。和解後には本来の性格に戻ったようであり、エッジをからかう事もある。
バトルスキルは主に雷と水の紋章術を用い、回復や補助の呪紋も使いこなす。
サラ / サラ・ジェランド
声 - 力丸乃りこ
種族 - フェザーフォルク
武器 - 槍
女性 / 生年月日 - 2079年9月15日 / 身長 - 169.5cm / 体重 - 50kg
惑星ロークでエッジたちが出会った眼鏡をかけた女性。かなりの天然ボケで、毎度ズレた発言をする。種族の中でも特別な地位の存在であるらしく、アストラル王との謁見を簡単に取り付けるなどの場面もある。翼を持っているが、滑空からは飛ぶことが出来るという。
主に光と風の紋章術に優れており、回復や補助などはパーティで最も優秀だが、早口のスキルを習得できないため、詠唱時間を短縮出来ないという弱点がある。
『SO1』に登場するヨシュアとエリスの伯母に当たることを示唆されている。
エイルマット / エイルマット・P・タナトス
声 - 東地宏樹
種族 - エルダー人
武器 - 鎌
男性 / 生年月日 - 2070年4月24日 / 身長 - 192cm / 体重 - 78kg
惑星エルダーの第13独立機甲部隊隊長を務める男性。冷酷な人物としてエルダーでは名が知られ、自他ともに認める「死神」の二つ名を持つ。しかし、心中では仲間のことを思いやっている。
艦隊が全滅して自らも命を落としかけたところをクロウに救われ、死んでいった部下たちの仇を討つために闘う。自分の身体を戦闘向けに改造しており、寿命が短い。
攻撃範囲の広い強力な必殺技と、地と火の紋章術を主とする。
開発中は短髪に赤いゴーグルの中年男性であったが、「パーティにイケメンキャラがいない」というスタッフの一言で現在のデザインへと変更された。

### サブキャラクター
クロウ・F・アルメディオ
声 - 浜田賢二
種族 - 地球人
武器 - 双剣
男性 / 生年月日 - 2075年9月23日 / 身長 - 不明 / 体重 - 不明
第1期宇宙開拓隊（SRF）に所属し、宇宙船アキュラの船長を務める青年。最初の亜空間ワープで船ごと行方不明になる。エッジとレイミの幼馴染で、彼もフォーチュンベイビーだが、与えられた能力は不明である。
ある条件を満たすと見られるエンディングでは、ロークから生還した彼を見ることができる。
イレーネ・ファーレンス
声 - 本田貴子
種族 - フェルプール
武器 - 杖
女性 / 生年月日 - 2071年6月5日 / 身長 - 不明 / 体重 - 不明
港町トロップ近辺に隠れ家を持つ占い師の女性だが、その力の占いという生ぬるいものではなく、神託により過去・未来など全ての時空を見通すことができるという。『SO1』の主人公・ラティの先祖である。
ある条件を満たすと見られるエンディングでは、ロークで生還したクロウと運命的な出会いを果たして家庭を築くことになる。
ジオット・ヴァンディオーネ
声 - 鈴木千尋
Exの意思をモーフィス全体に伝える役目を負う。「正確に内容を伝達する」事に固執しており、人との会話が成り立たない事もあるらしい。
ウェルチ・ビンヤード
声 - 半場友恵
種族 - 地球人
武器 - 指差し棒
女性 / 生年月日 - 2078年4月1日 / 身長 - 157cm / 体重 - 45kg
カルナスのオペレーター。通信によるホログラムで報告しており、優秀な頭脳の持ち主でアイテムクリエイションをサポートする。
これまでに登場した彼女とは別人だが、その破天荒かつハイテンションな性格はシリーズを通して共通している。
スティーブ・D・ケニー
声 - 楠見尚己
種族 - 地球人
武器 - 片手剣
男性 / 生年月日 - 2056年9月12日 / 身長 - 不明 / 体重 - 不明
SRFに所属しており、ムーンベースの司令官を務める。通称「光速のスティーブ」。人類史上初の有人ワープ航行のテストパイロットに志願して成功し、『SO5』の時代には歴史の偉人として名を残している。
シマダ
声 - 茶風林
種族 - 地球人
武器 - 片手剣
男性 / 生年月日 - 2040年11月29日 / 身長 - 不明 / 体重 - 不明
スティーブの功績を横取りして拡大国連の副長官にまで上り詰めた人物で、現在はUSTA全体を管理する立場にある。クルーより宇宙船の無事を優先しており、己の保身のためにSRFの存在を抹消するなど典型的な俗物である。終盤にて月に建設された基地「ムーンベース」で事故に遭い死亡した。
ガガーン
声 - 菅俊哉
フェイズが所属するエルダー軍の総司令。シマダの要請を受けSRFに協力した後にフェイズをエッジ達に同行させる。
トリラス・バークタイン
声 - 花田光
USTAの科学者。ワープドライブ実験に成功し、人類の太陽系外進出に貢献した。その名は『SO3』、『SO5』にも残っている。
ミラ・バークタイン
声 - 久嶋志帆
種族 - 地球人
武器 - 短剣
女性 / 生年月日 - 1917年6月10日 / 身長 - 不明 / 体重 - 不明
異星人と超科学を専門とする科学者で、軍の研究基地を取り仕切る最高責任者でもある。慢性的なエネルギー問題の解決策として対消滅エネルギーの生成を研究している。過去に激務で息子を流産したことから異常なまでに研究に打ち込むようになり、夫・クラウス（声 - 花田光）は彼女に着いていけなくなったことから研究基地を出ていった。
研究成果である反物質反応炉を「ケビン」と呼んでいるが、元々は息子に付ける予定の名前だったという。
ルティア
声 - 高橋美佳子
ウドレー村の巫女で、少々変わり者のリムルを昔から気にかけているリムルの姉的な存在。
黒き民の少女 / アミナ
声 - 久嶋志帆
種族 - 遊牧民
武器 - 弓
女性 / 生年月日 - 2079年5月17日 / 身長 - 不明 / 体重 - 不明
遊牧民族の少女。エルダーですら実用には程遠い転送呪紋を容易に扱う。彼女がシュドネイ教に一族共々誘拐されてしまうが、後にエッジ達に助け出される。
タミエル
声 - 佐藤晴男
魔王アスモデウス復活を企むシュドネイ教の教祖で、魔王復活の儀式の生贄とするために、黒き民の人々とサラを誘拐する。人間の姿をとっているグリゴリか完全にグリゴリに支配されてしまった人間かのどちらかであり、その精神は完全に破綻している。
創生の使徒
声 - 斎賀みつき
全身にグレゴリで出来た鎧を覆っており、フェイズがミッシングプロシージャに侵された姿である。増殖したエネルギーを供給していた。

### その他のキャラクター
ライアス・ウォーレン
声 - 浜田賢二
アストラル王国の騎士。『SO1』のシウスの父親で、フィアの養父でもある。後にアシュレイと一緒に魔王を倒すことになるが、この時点では彼に面識はない。
アシュレイ・バーンベルト
声 - 鈴木千尋
タトローイ闘技場で修行に明け暮れる傭兵剣士。たった一人であるにもかかわらず、チームバトルのトップランクに君臨している。この若さでエダール剣技を会得した武芸者である。
ラドル・クリスチン
シリーズ恒例の迷子キャラクター。本作ではシュドネイ教徒だが、タミエルが倒された後は職人に戻る事を決意する。
パフィ
シリーズ恒例の迷子になっている少女。『SO1』と同じく、タトローイにいる。
ガブリエ・セレスタ
声 - 浜田賢二
トライエース作品恒例の隠しボス。
イセリア・クイーン
声 - 本田貴子
トライエース作品恒例の隠しボス。

## 舞台

### 艦船
カルナス
本作ではUSTA所属SRFの宇宙船3号機ならびに資源物資輸送艦として登場する。
アキュラ
USTA所属SRFの宇宙船1号機として登場する。ワープアウト時の事故が起きた際に唯一の惑星エイオスに辿り着けず異なる座標の宙域に放り出されてしまった所をバッカスに助けられ、バッカスと共にカルディアノン母艦を襲撃した。
その後、バッカスの手引きで先に離脱してEnIIに向かい、宇宙全体に迫る危機を知ったクロウの要望を受け、モーフィスの技術により機動力と武装が大幅に向上した。
ソル
フェイズが個人で製作した小型宇宙船。手首に装着するタイプの端末から脳波とシンクロして遠隔操作を行うことも可能である。

### 惑星
エイオス
最初に訪れる惑星で、SRFの最初の目的地である。地球で言えばジュラ紀に相当し、大気成分や環境が地球に類似している。開拓前に行った事前調査では大型生物の存在は確認されなかったが、SRFが不時着した際にはグリゴリによる異常進化で肉食の巨大昆虫が生息していた。
レムリック
エッジたちが単独で訪れた最初の惑星。高度な文明はないものの、呪紋が実用化されている。リムルの出身惑星でエッジたちが降り立ったのは南北に分かれた2つの大陸の内北側の方である。
南側にも文明は存在するが、海で隔てられているので、南北間での交流は全くない。
カルディアノン母艦 / アルクトゥルス8号星カルディアノン
数百年前にエルダーが観測した際には文明の欠片も見られなかったが、飛来したグリゴリによる異常進化で現在は高度な文明を手にしており、その技術力は地球はおろかエルダーのそれをも凌駕すると考えられている。
本来の惑星カルディアノンはカルディアノン人が母星の機械化に失敗した際に消滅しているため、他の惑星を侵略して第二の母星を得ようとしている。
地球 / アナザーアース
本編に登場する地球は2つある。1つは本編当初の舞台となる宇宙暦10年（西暦2096年）の地球（厳密には太陽系地球近傍宙域）で、もう1つが中盤の舞台となる西暦1957年の地球である。本来の地球は会話中に登場するのみである。
アナザーアースではアメリカ軍により極秘裏に宇宙人の研究が行われており、メリクルも被験体として捕らわれていた。エッジ達の出現により、本来の地球とは異なる歴史を進むことになる。
ローク
『SO1』の舞台となる惑星。サラとメリクルの出身惑星。本作で行き来が出来るのはアストラル大陸のみとなっており、過去作品に登場した町がこの時代にはまだ存在していない。
EnII
モーフィスたちの本拠地で、普段はその身を星の海に隠す人工惑星。バッカスとミュリアの出身惑星である。
住人達には『SO2』に登場したエナジーネーデの住人と同様の身体的特徴がみられるが、両者は惑星ネーデ滅亡の際に他派に派生し、それぞれ独自の進化を遂げた種族であり直接の子孫ではない。地下の聖域には人が騎乗する為の装甲を着けられる前のサイナードも生息している。
バロックダーク
グリゴリが促す異常進化で生まれるエネルギーを増幅し、ミッシングプロシージャ（後述）に供給する天体。惑星表面は極点に位置する元カルディアノン母艦を除き全てが海になっており、そこからでしか上陸は不可能となっている。惑星中心部にはこの惑星の心臓部とも呼べる生命体が存在しており、それが前述の役割を担っている。

## 用語
フォーチュンベイビー
宇宙で人類が生きていくために適合能力が非常に高い古代ムーア人の遺伝子を埋め込んだ子供を誕生させる計画。
エッジ、レイミ、クロウの三人がこの計画で誕生したが、この三人のみで計画は打ち切られている。なお、『SO3』で登場した紋章遺伝子とは技術系統は完全に別物である。
グリゴリ
ミッシングプロシージャから放出される物質で、落下した星の生物を異常な速度で進化させるほか、生物や機械の情報を取り込み、画一的な無機物（主に珪素）として再構築し、無限に複製する能力を持つ。また、グリゴリ自身が取り込んだ物体をベースとした魔物に変異することも出来る。
また、グリゴリには個別の意思が宿っており、グリゴリ1つ1つの記憶は情報として常に共有されているが、その情報を基に連携をとるということは無い。
名前の由来はEnIIが調査を行った際、この物質から放たれるエネルギー波動の中に音声信号がある事を感知し、その信号を解析すると「グリゴリ」と聞こえたからである。
ファントム
前述の通り、グリゴリによって複製された生物や機械の総称で、主に珪素生物で構築されている。SRF隊員からカルディアノン人、大型生物に果ては宇宙船、様々なタイプのファントムが存在する。
Ex
声 - 楠見尚巳
モーフィス全体の意思と呼ばれる存在で、機械の姿をしている。
ミッシングプロシージャ（MP）
グリゴリを生み出すシステム。Ex曰くこの宇宙のものですら無い謎の存在。

## スタッフ
- プロデューサー：山岸功典
- 原案・監修：則本真樹
- アシスタントプロデューサー：小島創
- スーパーバイザー：五反田義治
- ミュージックコンポーザー：桜庭統
- キャラクターデザイン：エナミカツミ

## 関連商品

### 和書
- 攻略本
  - スターオーシャン4 -THE LAST HOPE- 公式コンプリートガイド（2009年3月19日）
  - スターオーシャン4 -THE LAST HOPE- ファイナルガイド（2009年3月19日）
  - スターオーシャン4 -THE LAST HOPE- INTERNATIONAL 公式コンプリートガイド（2010年2月4日）

### 音楽
- スターオーシャン4 -THE LAST HOPE- オリジナル・サウンドトラック（2009年3月18日）
- スターオーシャン4 -THE LAST HOPE- アレンジサウンドトラック（2009年4月8日）

### 遊技機
- SLOTスターオーシャン4 -THE LAST HOPE-（ユニバーサルエンターテインメント、2017年1月）
- CRスターオーシャン4（メーシー、2018年12月）